# Jewish Theological Seminary

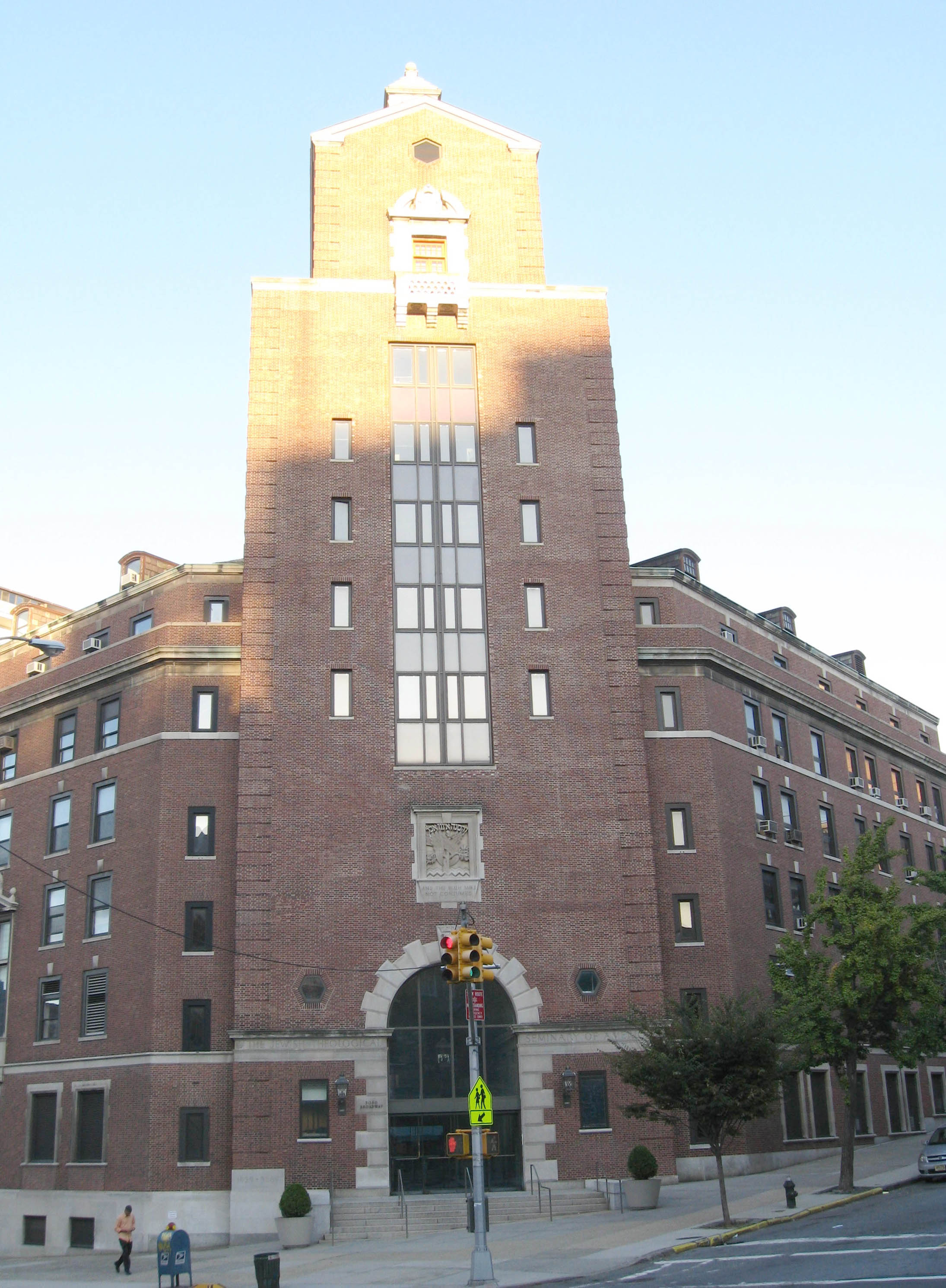
L'edificio del Jewish Theological Seminary, al 3080 di Broadway (Manhattan, New York City)

Il Jewish Theological Seminary, conosciuto in ambiente ebraico semplicemente come JTS, è uno dei principali centri dell'Ebraismo conservatore fondato nel 1886 a New York City, su iniziativa del rabbino di origine livornese Sabato Morais, come eredità del Seminario Teologico Ebraico di Breslavia.